# مک‌گرا-هیل اجوکیشن
مک‌گرا-هیل اجوکیشن (انگلیسی: McGraw Hill Education) شرکت انتشارات آمریکایی است، که در سال ۱۸۸۸ تأسیس شد.